# Lua Seminua
Lua Semi-nua é o quarto álbum de estúdio do cantor de fado português Paulo Bragança.
Foi lançado em 2001 pela editora Ovação.
Contém 13 faixas."Minha Senhora da Solidão" é um original de Jorge Palma.

## Faixas
1. "Lua Semi-nua" 04:08
2. "Quando Eu Me For Embora" 03:39
3. "Pescador de Olhos Azuis" 04:14
4. "É no Silêncio das Coisas" 04:11
5. "Samaritana" 04:08
6. "Sou Galego (Até ao Mondego)" 03:57
7. "Alvas Brumas do Norte" 04:41
8. "Mistérios do Fado" 04:14
9. "Soldado" 03:51
10. "Minha Srª da Solidão" 03:34
11. "Ai Guitarra" 03:53
12. "Refúgio" 04:39
13. "Fado Mudado" 05:28